# Almirante Ushakov (1895)
El Almirante Ushakov fue el primer barco de su clase de acorazados de defensa costera de la Armada Imperial Rusa, y llevaba el nombre del almirante Fiódor Ushakov, comandante naval ruso del siglo XVIII.

## Historial de servicio

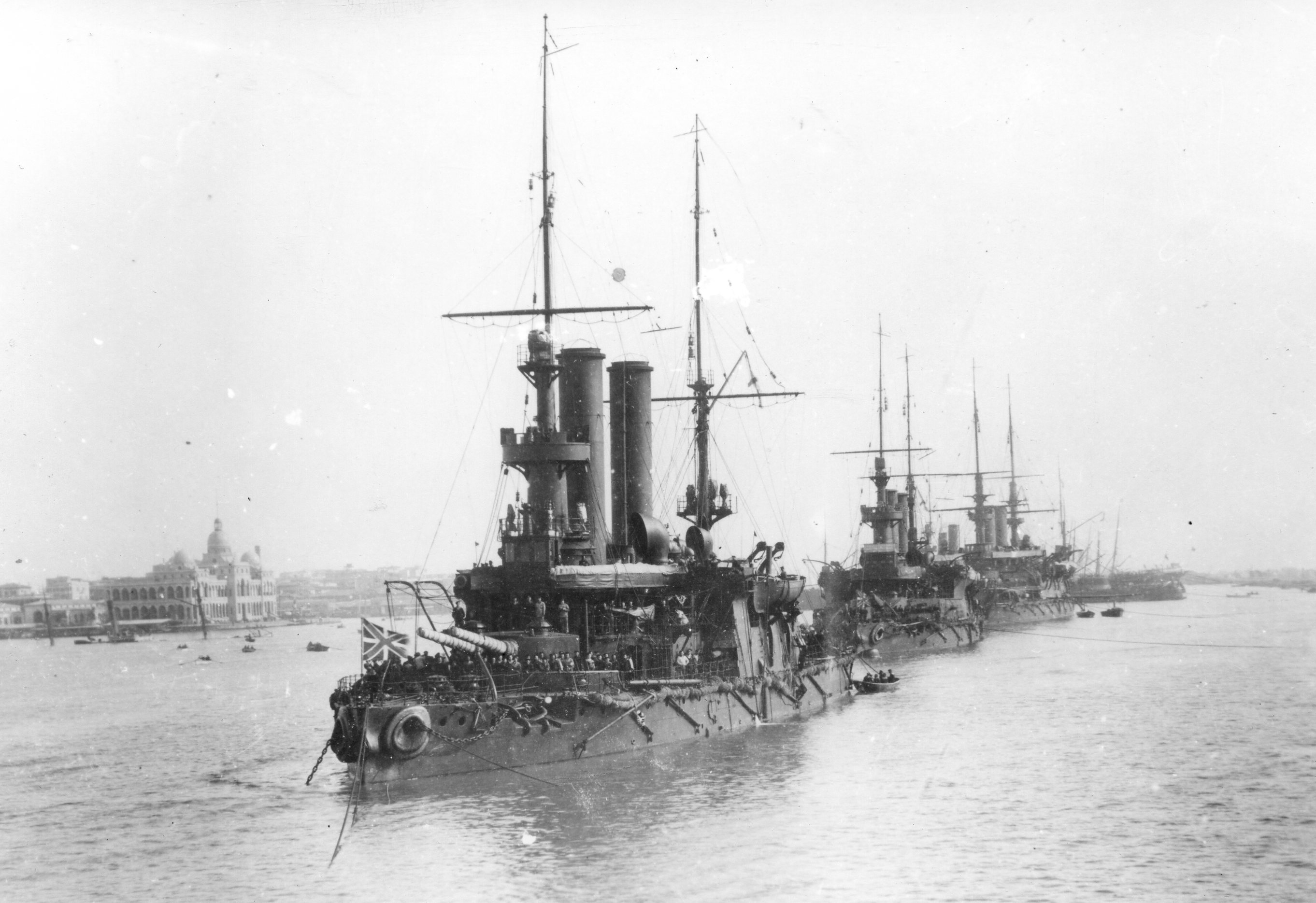
El Almirante Ushakov en el canal de Suez en 1905.

El Almirante Ushakov formó parte de la Flota del Báltico al inicio de la guerra ruso-japonesa de 1904-1905. El Almirante Ushakov fue elegido para formar parte del Tercer Escuadrón del Pacífico del almirante Nikolái Nebogatov, que fue enviado para reforzar al almirante Zinovi Rozhéstvenski en su viaje al Lejano Oriente. El barco estaba obsoleto y no se consideraba apto para un viaje al Pacífico. Sin embargo, el Almirantazgo insistió en incluir al Almirante Ushakov y sus barcos hermanos, el general Almirante Graf Apraksin y el Almirante Seniavin, para reforzar su fuerza. Viajando a través del Canal de Suez y a través del Océano Índico, se unieron al resto de la flota de Rozhéstvenski frente a la bahía de Cam Ranh en Indochina y se dirigieron juntos al Estrecho de Tsushima.
En la batalla de Tsushima, del 27 al 28 de mayo de 1905, el Almirante Ushakov fue separado del resto de barcos de Nebogatov durante la noche y luchó hasta el final. Fue alcanzado dos veces por debajo de la línea de flotación y una vez por encima, y los restos del naufragio en llamas fueron hundidos la noche del 28 de mayo.